# 保时捷卡宴
保时捷卡宴（Porsche Cayenne）簡稱凱燕，是德國汽車製造商保时捷於2002年推出的一款中型休旅車，它是保時捷第一台5門休旅車，現時與大众Touareg、奧迪Q7、兰博基尼Urus、宾利添越同一個底盤打造，在保留保時捷的外觀下融合了高性能元素。
卡宴的原名「Cayenne」本來是指紅心辣椒（牛角椒），不過，根據保時捷方面的解釋，「Cayenne」代表了「痛快」、「冒險心」、「生存的喜悅」等意義。

## 車型比較（以第三代车型为准）
| 型號                   | 引擎                                            | 馬力、扭矩     |
| ---------------------- | ----------------------------------------------- | -------------- |
| Cayenne                | 3.0升涡轮增压V6引擎                             | 340匹、450牛米 |
| Cayenne E-Hybrid       | 3.0升涡轮增压V6引擎（含混合动力）               | 462匹、700牛米 |
| Cayenne S              | 2.9升双涡轮增压V6引擎                           | 440匹、550牛米 |
| Cayenne GTS            | 4.0升双涡轮增压V8引擎（E-Hybrid款式含混合动力） | 460匹、620牛米 |
| Cayenne Turbo          | 4.0升双涡轮增压V8引擎（E-Hybrid款式含混合动力） | 550匹、770牛米 |
| Cayenne Turbo E-Hybrid | 4.0升双涡轮增压V8引擎（E-Hybrid款式含混合动力） | 680匹、960牛米 |

## 歷史

### 第一代，代号955/957（2003年-2010年）
型号介绍
- Cayenne S：搭载4.5升自然吸气V8引擎，输出340匹馬力，2006年改款后改为搭载4.8升自然吸气V8引擎，马力提升到385匹。
- Cayenne 标准版：搭载3.2升大众VR6引擎，输出250匹马力，2006年改款后改为搭载3.5升VR6引擎，输出280匹马力。
- Cayenne Turbo/Turbo S：搭载4.5升双涡轮增压V8引擎，有着更大的空氣導入口與大型網柵，输出450匹马力/521匹马力（Turbo S型号），2006年改款后改为搭载4.8升双涡轮增压V8引擎，分别输出500匹和550匹马力。

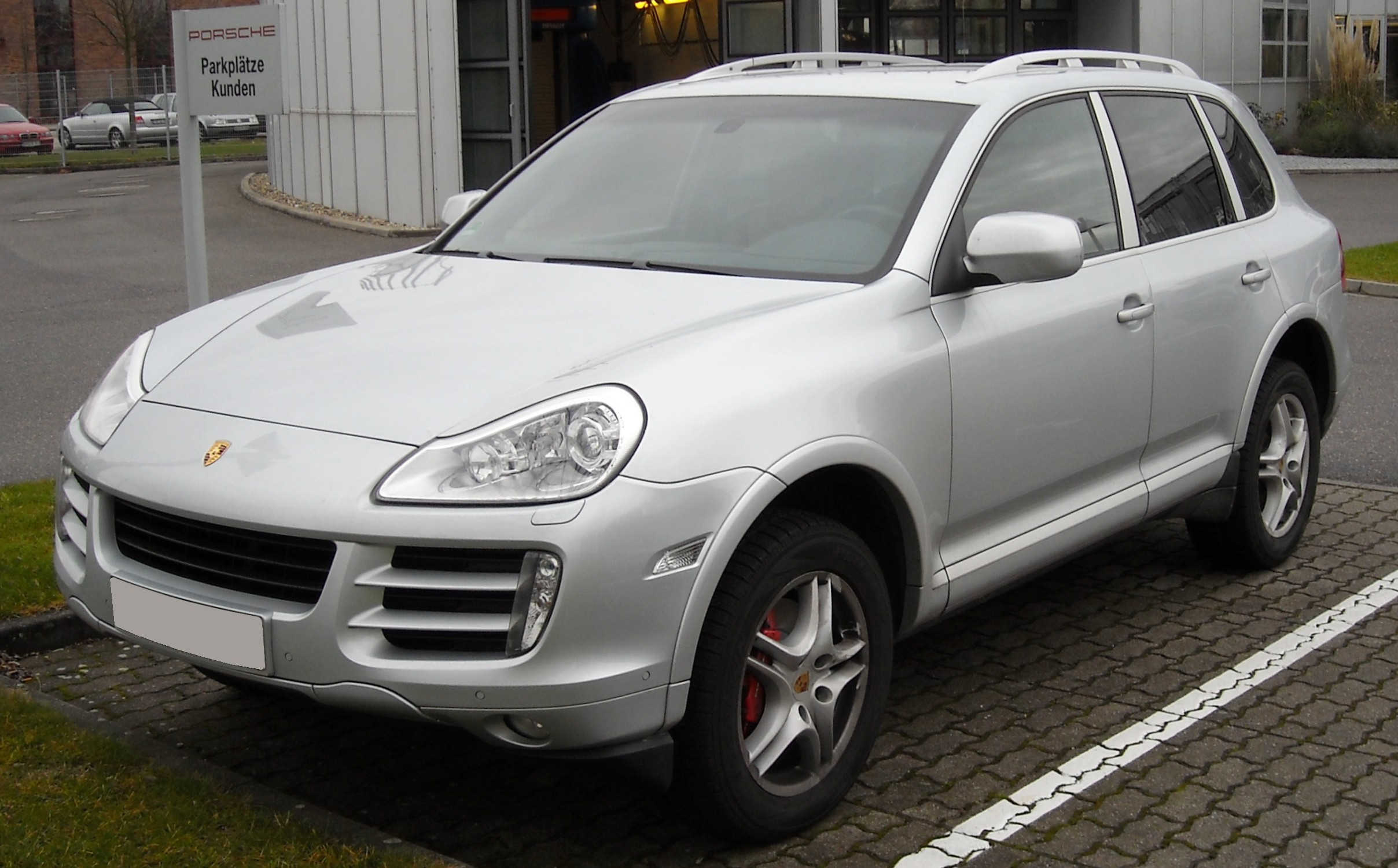
第一代改款（前）

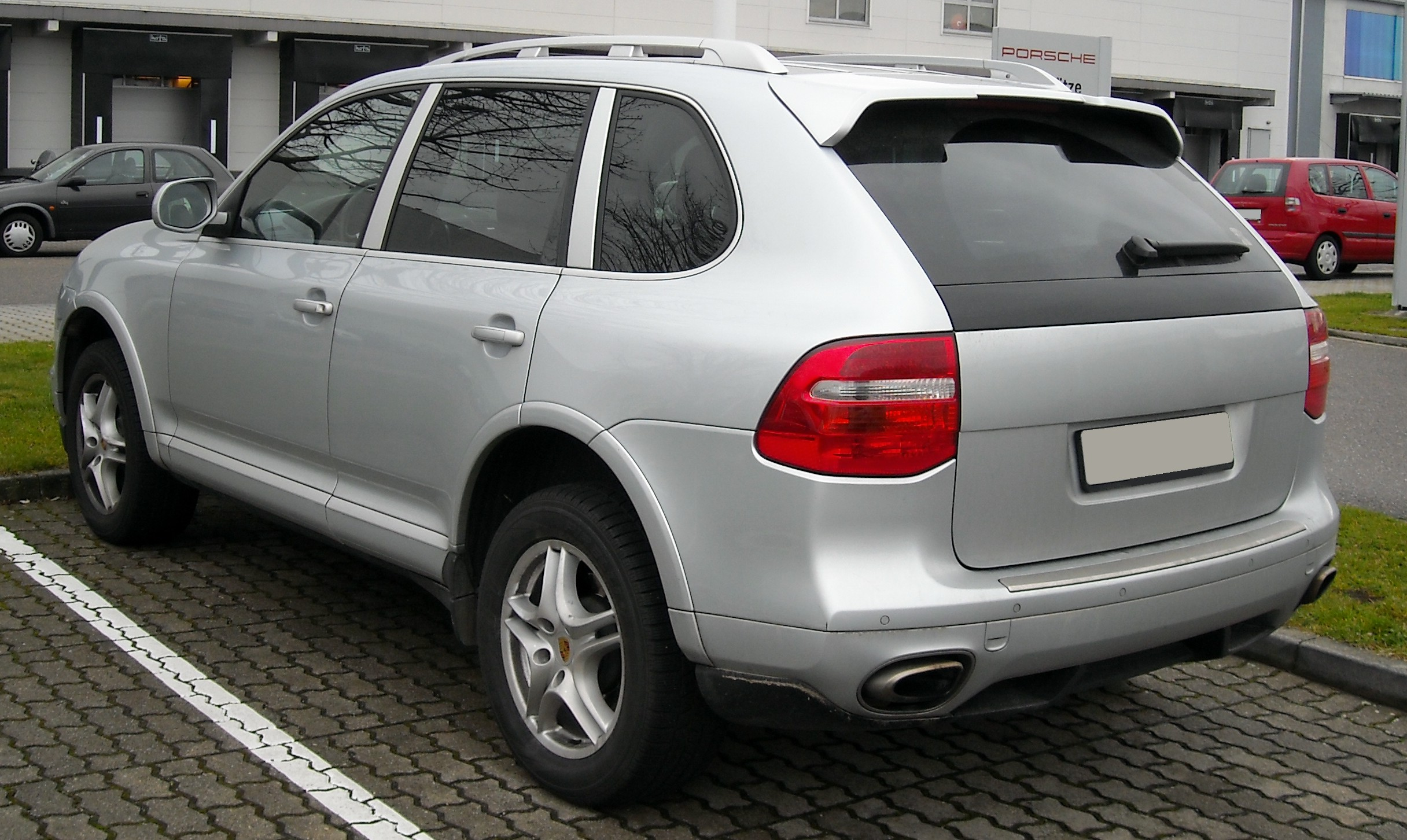
第一代改款（后）

- Cayenne GTS：2006年改款后的新车型，搭载与Cayenne S款式一样的引擎，马力达到了405匹。[2]

2006年12月小改款

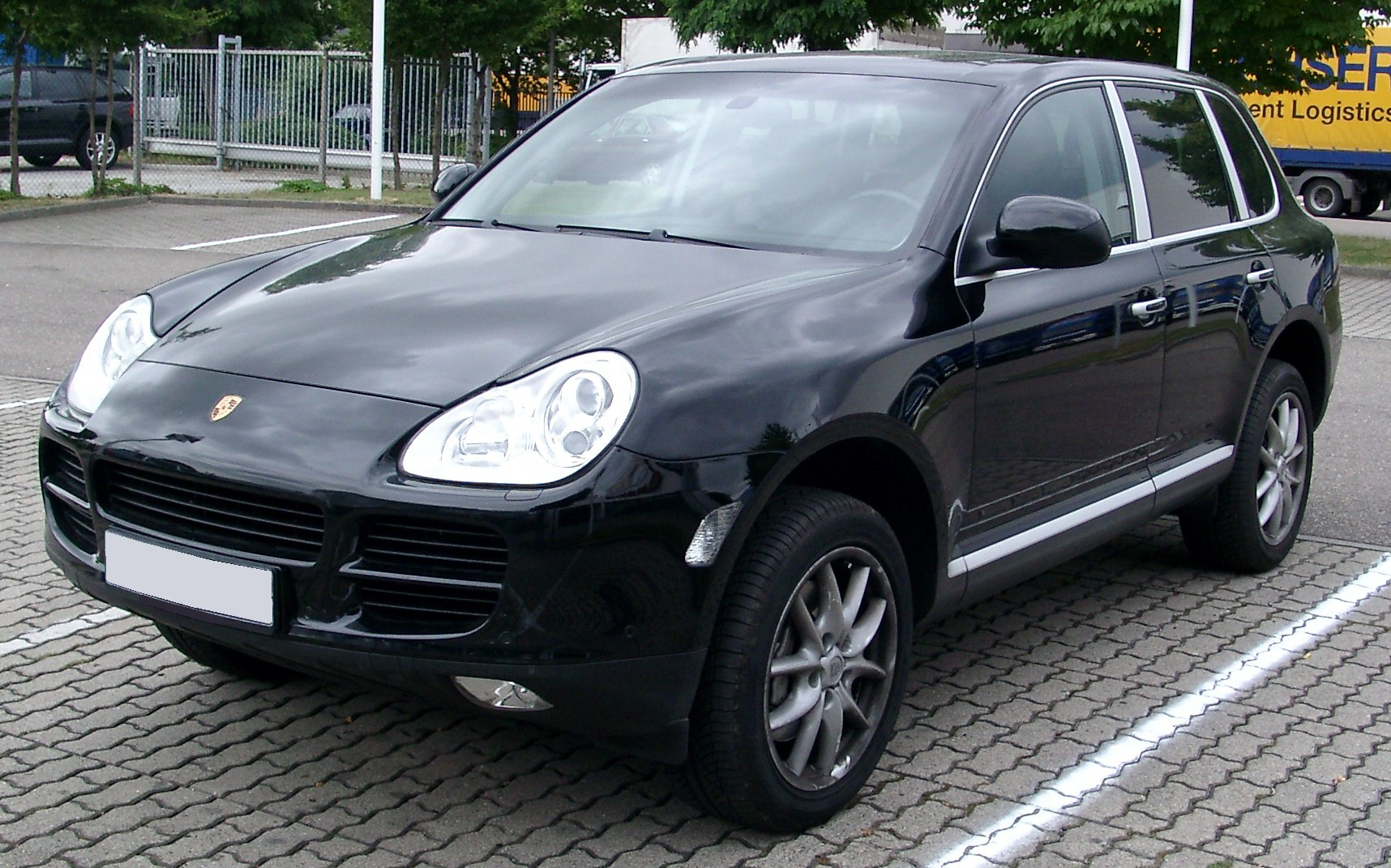
第一代前面

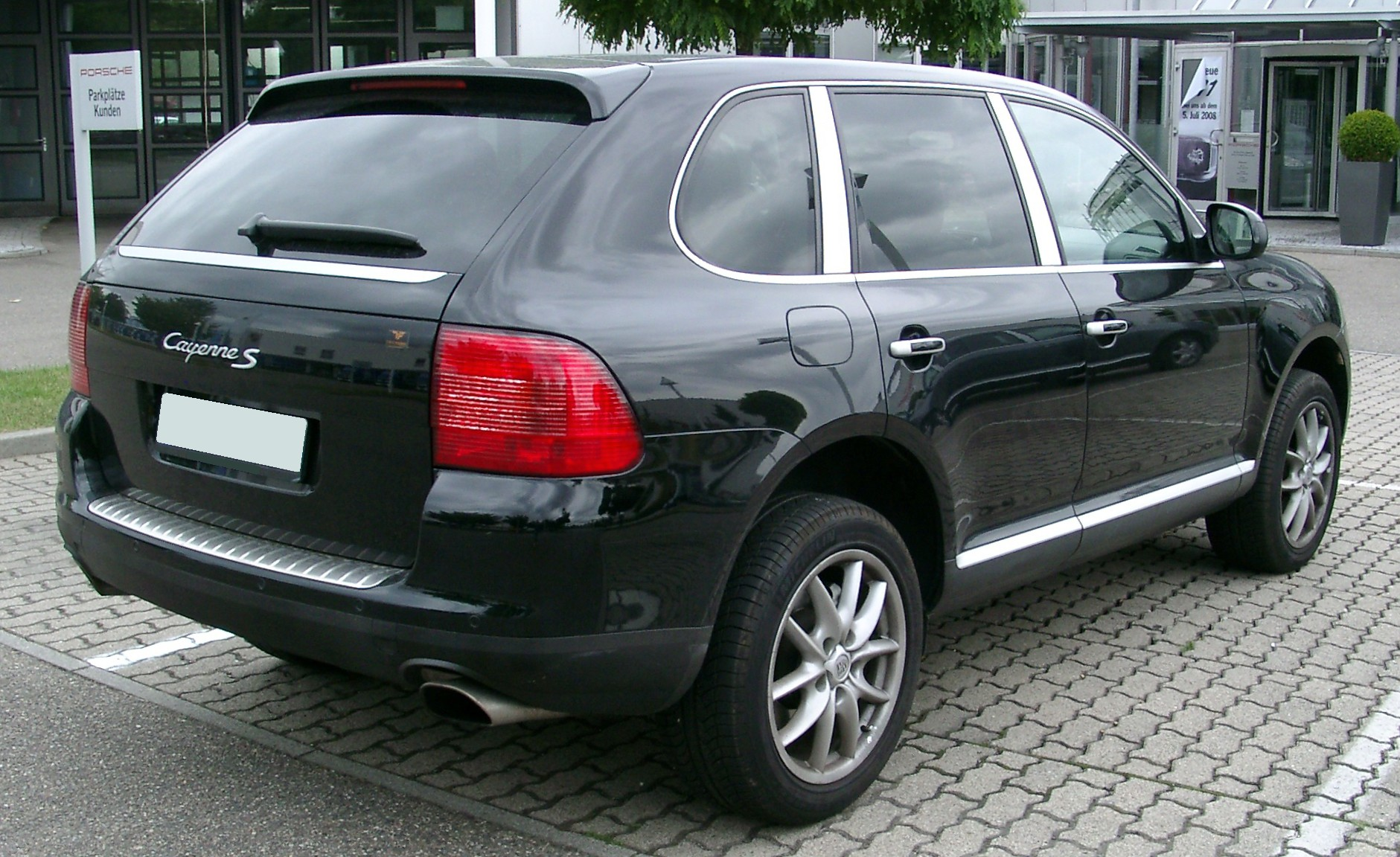
第一代後面

改款后，引擎排氣量提升并引入缸內直噴，外观些许调整
- Cayenne（2006年12月）-增加排氣量至3598cc，馬力也擴大為290馬力/6200rpm、39.3kgm/3000rpm。
- Cayenne Turbo（2006年12月）-與Cayenne S同樣排氣量（4806cc），但馬力為500馬力/6000rpm、71.4kgm/4500rpm。
- Cayenne GTS（2007年9月） -雖然與Cayenne S擁有同樣排氣量，但馬力提升為405馬力/6500rpm、51.0kgm/3500rpm。與Cayenne Turbo有相同的外觀。
- Cayenne Turbo S（2008年8月）-保持相同的4806cc排氣量，但是在進氣排氣系統和引擎上做了些許的修改使得馬力達到550馬力/6000rpm、76.5kgm/4500rpm。

### 第二代，代号92A（2010年-2017年）
於2010年3月的日內瓦汽車展第一次展示，比起初代車型全長多了48mm。材質輕量化，更为省油。全系採用全時四轮驱动系統，除了Cayenne普通版以外皆搭载8速手自排。
型号介绍
- Cayenne 普通版：搭载3.6升大众VR6引擎，输出300匹马力。
- Cayenne S：搭载4.8升自然吸气V8引擎（前期，后期更换为3.6升双涡轮增压V6引擎），输出400匹馬力/420匹马力（后期改款）。
- Cayenne GTS：搭载4.8升自然吸气V8引擎（前期，后期更换为3.6升双涡轮增压V6引擎），输出420匹馬力/440匹马力（后期改款）。
- Cayenne Turbo/Turbo S：搭载4.8升自然吸气V8引擎，输出500匹馬力&520匹马力/550匹马力&570匹马力（后期改款）。
- Cayenne S Hybrid：保時捷第一台動力混合車。採用3.0升机械增压V6引擎+發電機，最高输出380匹马力。

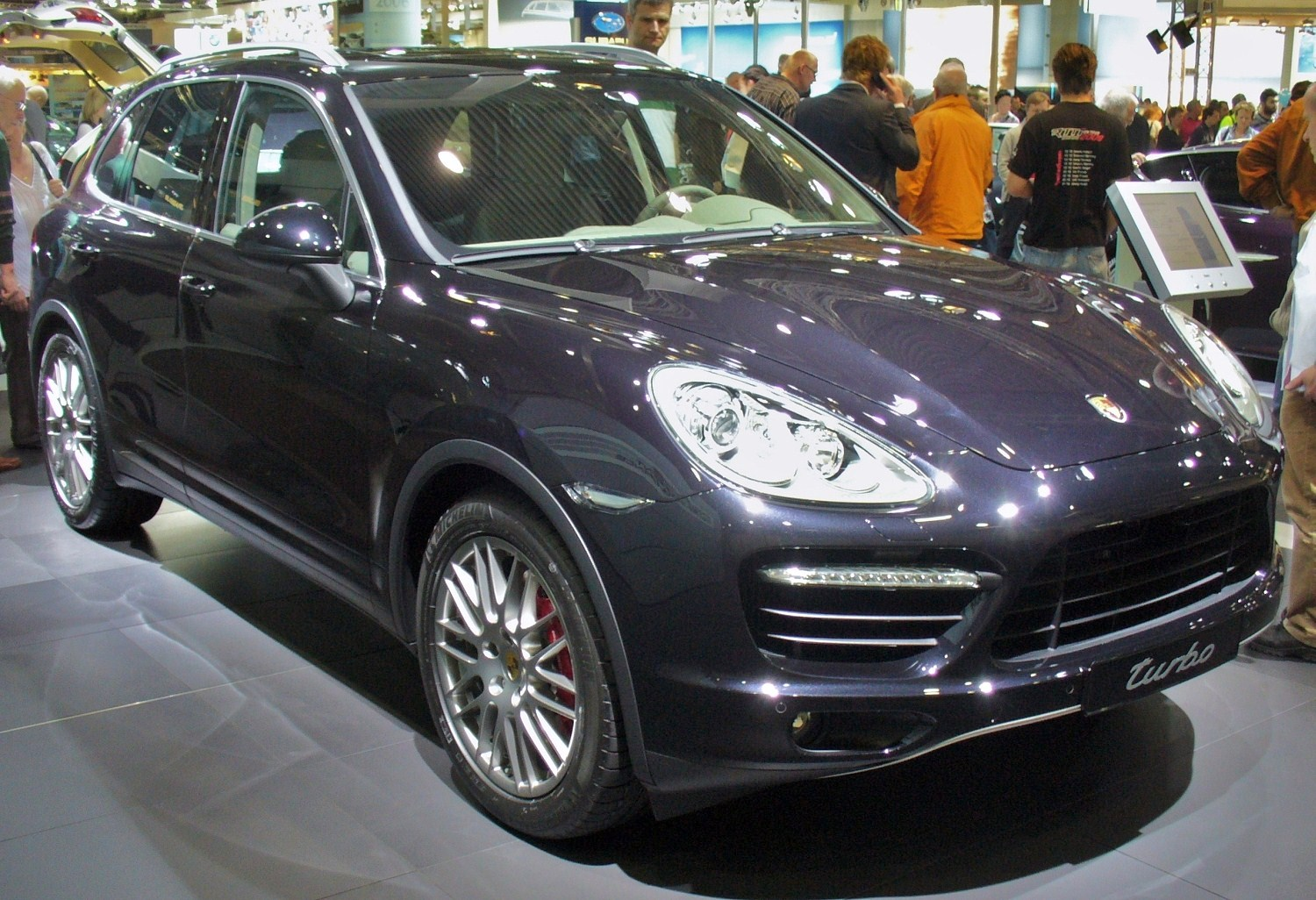
第二代车型

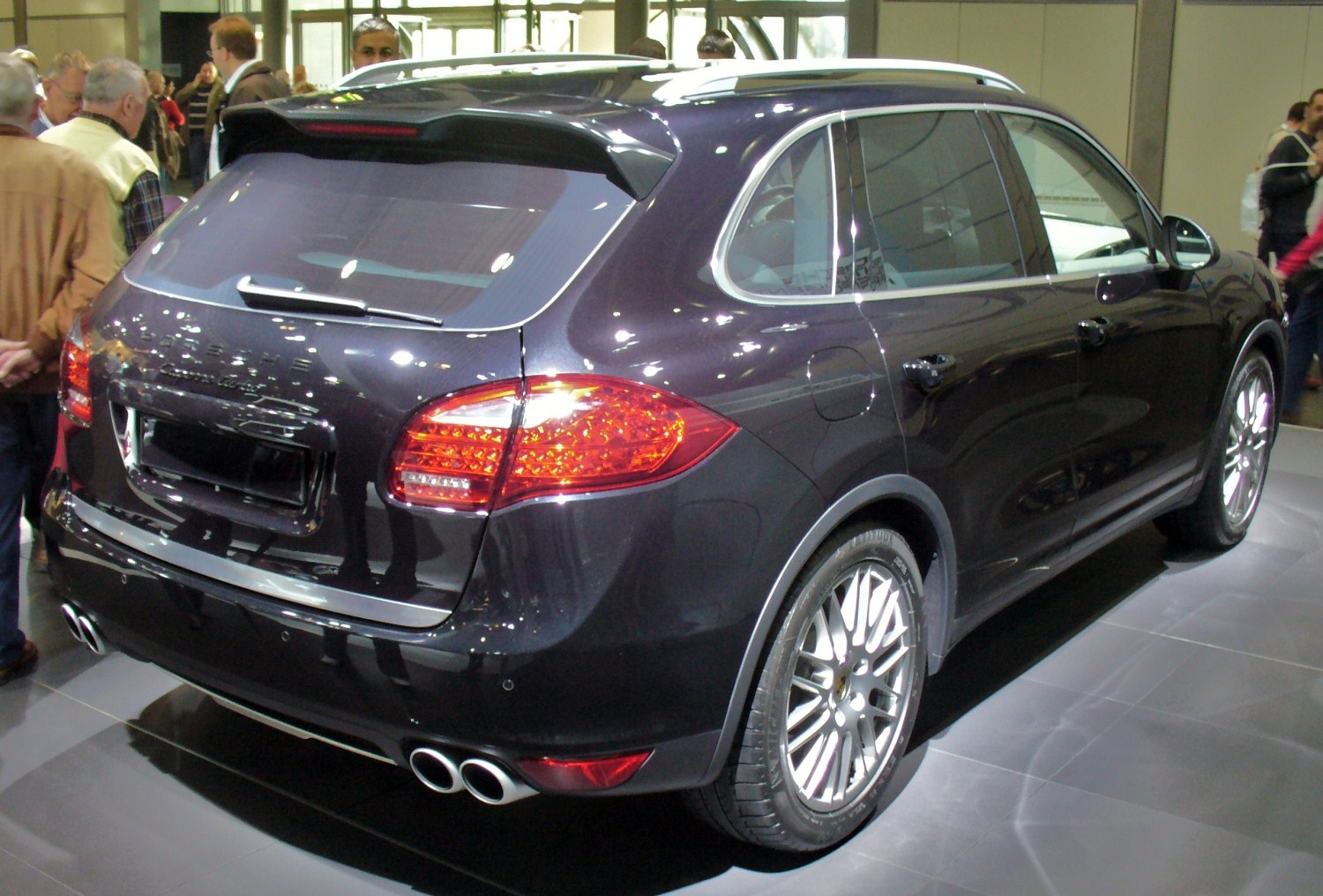
第二代车型

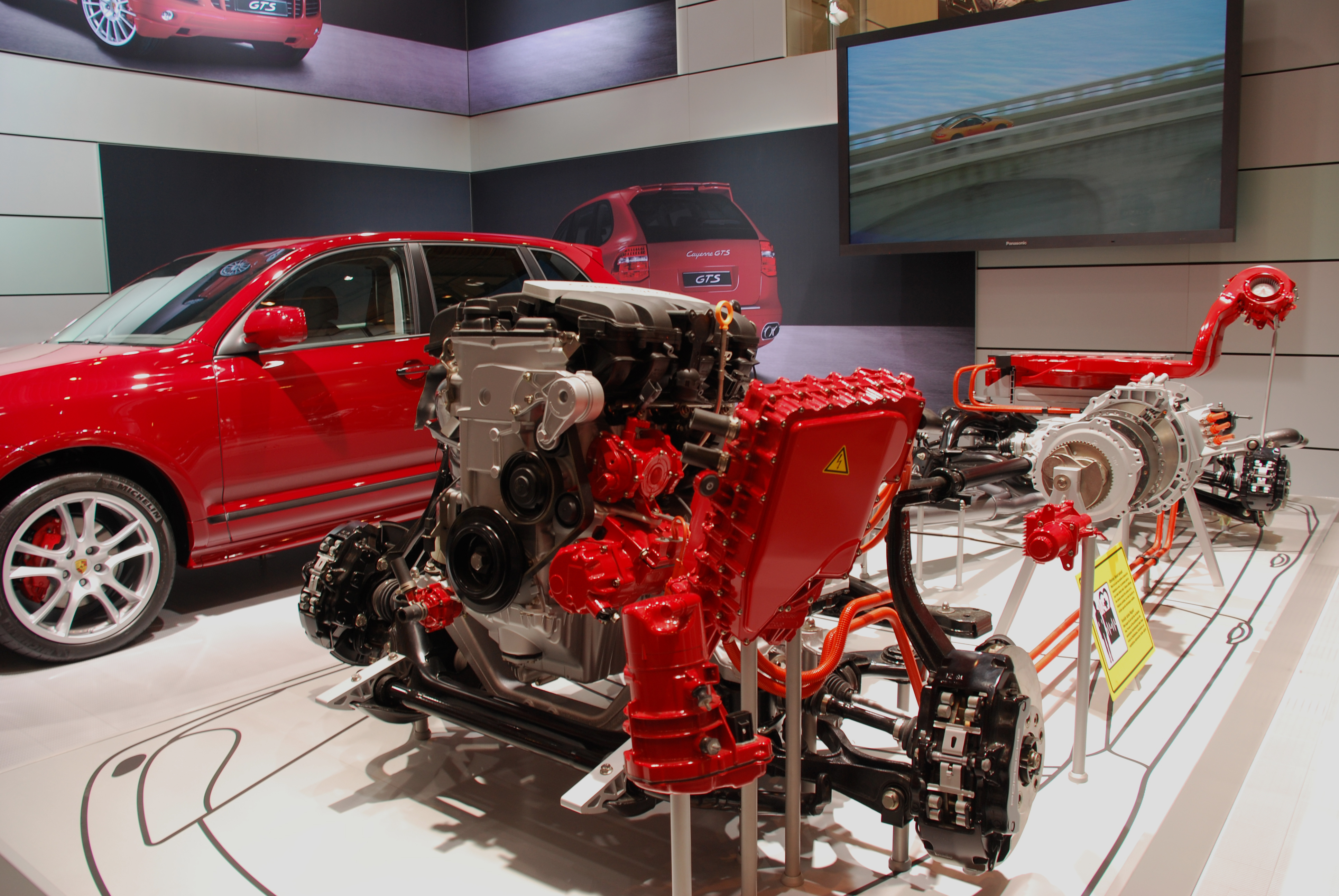
Cayenne GTS和Cayenne的引擎

### 第三代，代号9YA（2018年至今）
型号介绍
- Cayenne 普通版：搭载3.0升涡轮增压V6引擎，输出340匹马力。
- Cayenne E-Hybrid ：搭载3.0升涡轮增压V6引擎，混合动力车型，输出462匹马力。
- Cayenne S：搭载2.9升双涡轮增压V6引擎，输出440匹马力。
- Cayenne GTS：搭载4.0升双涡轮增压V8引擎，输出460匹马力。
- Cayenne Turbo：搭载4.0升双涡轮增压V8引擎，输出550匹马力。
- Cayenne Turbo S E-Hybrid：搭载4.0升双涡轮增压V8引擎，混合动力车型，输出680匹马力。